# فهد العبيد
فهد منصور العبيد مواليد 3 نوفمبر 1992 في المدينة المنورة، السعودية، هو لاعب كرة قدم سعودي يلعب في نادي الدرعية.

## مسيرة اللاعب
لعب في نادي سدوس ونادي المجزل ونادي الحزم ونادي الدرعية.

## روابط خارجية
فهد العبيد على موقع قاعدة بيانات كرة القدم.إي يو (الإنجليزية)
- فهد العبيد على موقع Soccerway.com (الإنجليزية)
- فهد العبيد على موقع كووورة